# Lista de plantas domésticas

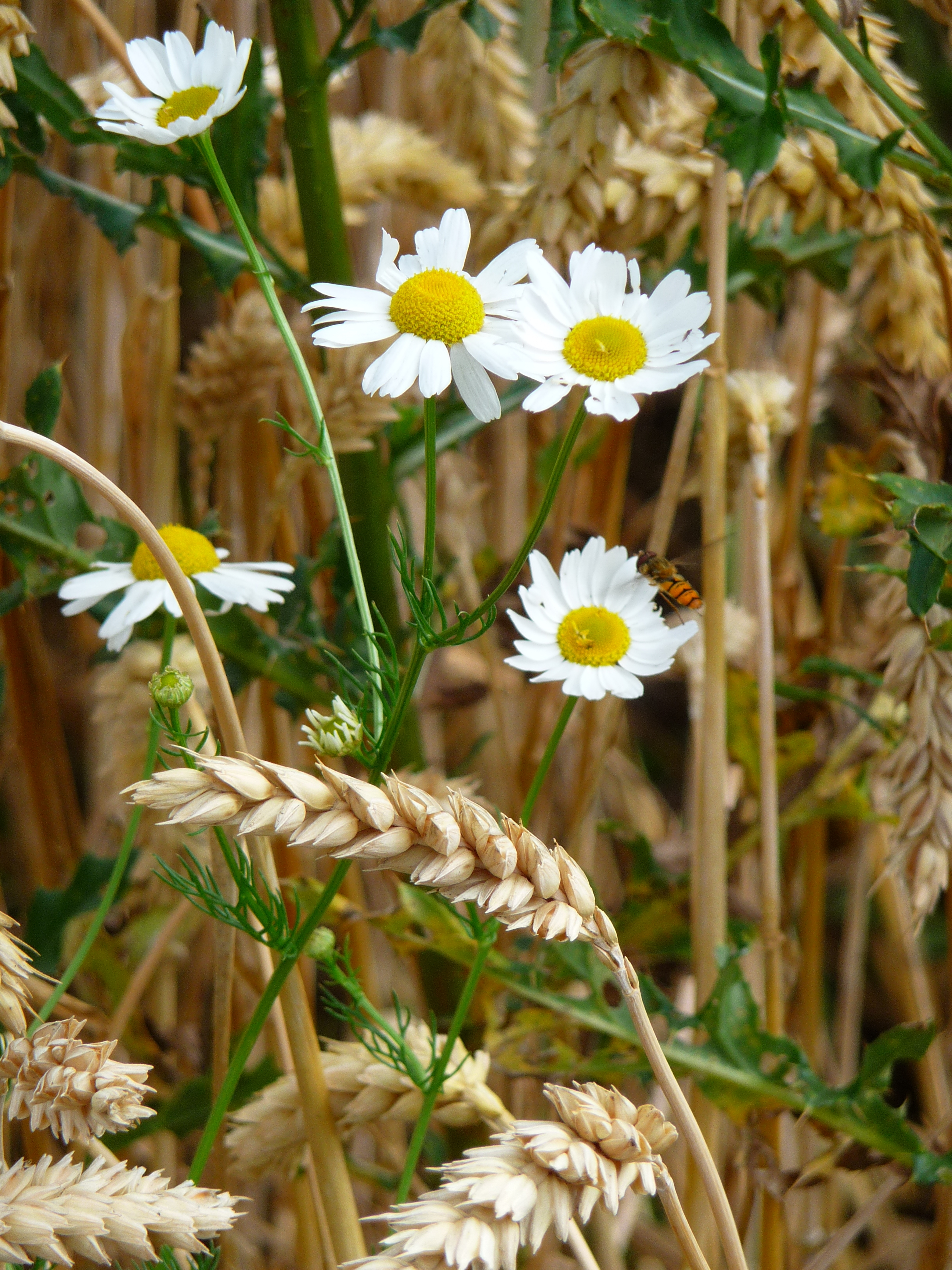
Triticum.

A seleção genética das plantas foi feita inicialmente com o objetivo de aumentar sua produtividade e melhorar seu sabor e valor nutricional. Mais recentemente, técnicas modernas como a engenharia genética têm sido usadas para modificar os aspectos constitucionais das plantas naturais. As culturas principais são trigo, milho, arroz, soja, sorgo e o milheto. A seguir estão listadas algumas das plantas domésticas mais conhecidas:

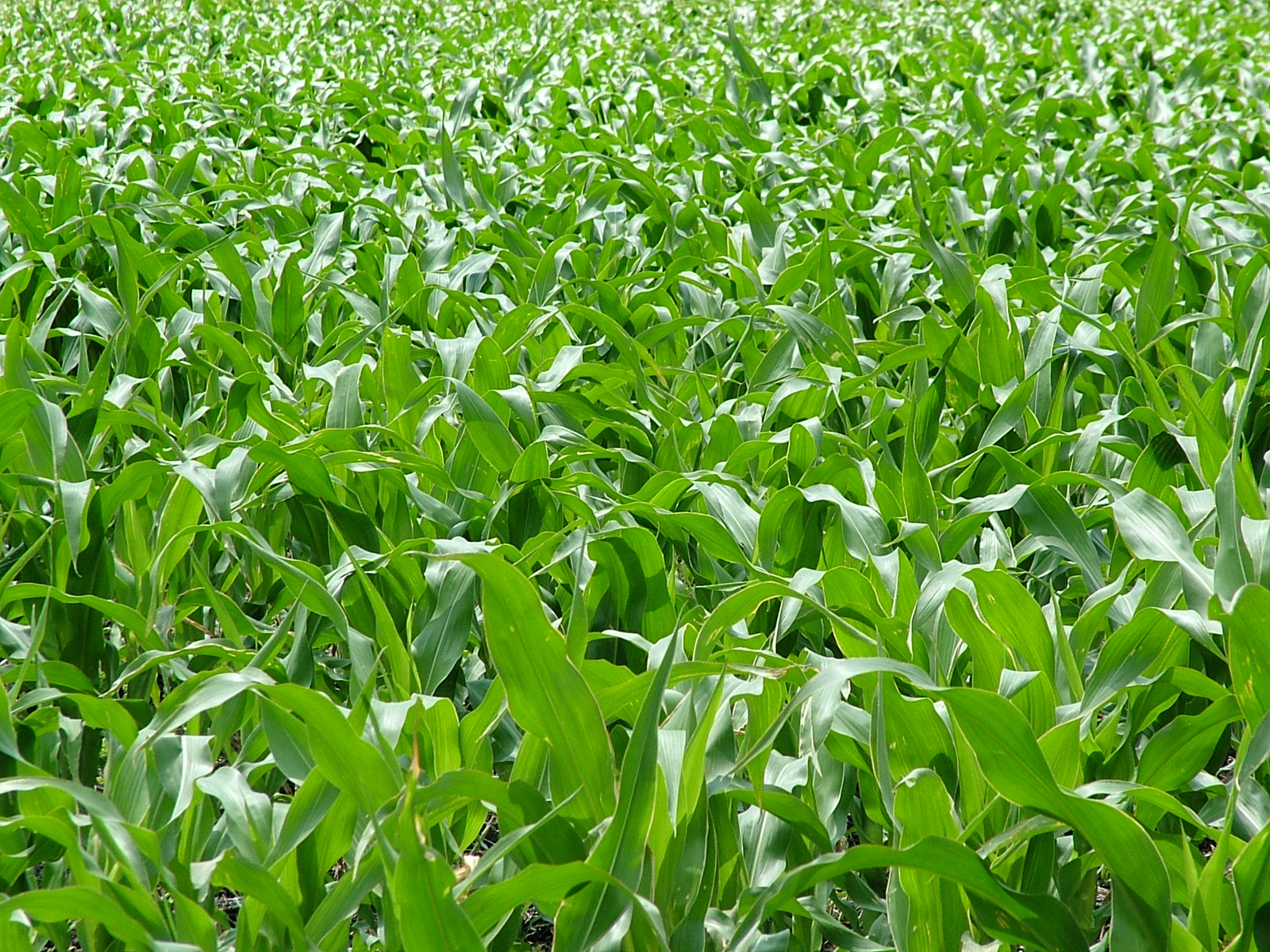
Zea mays.

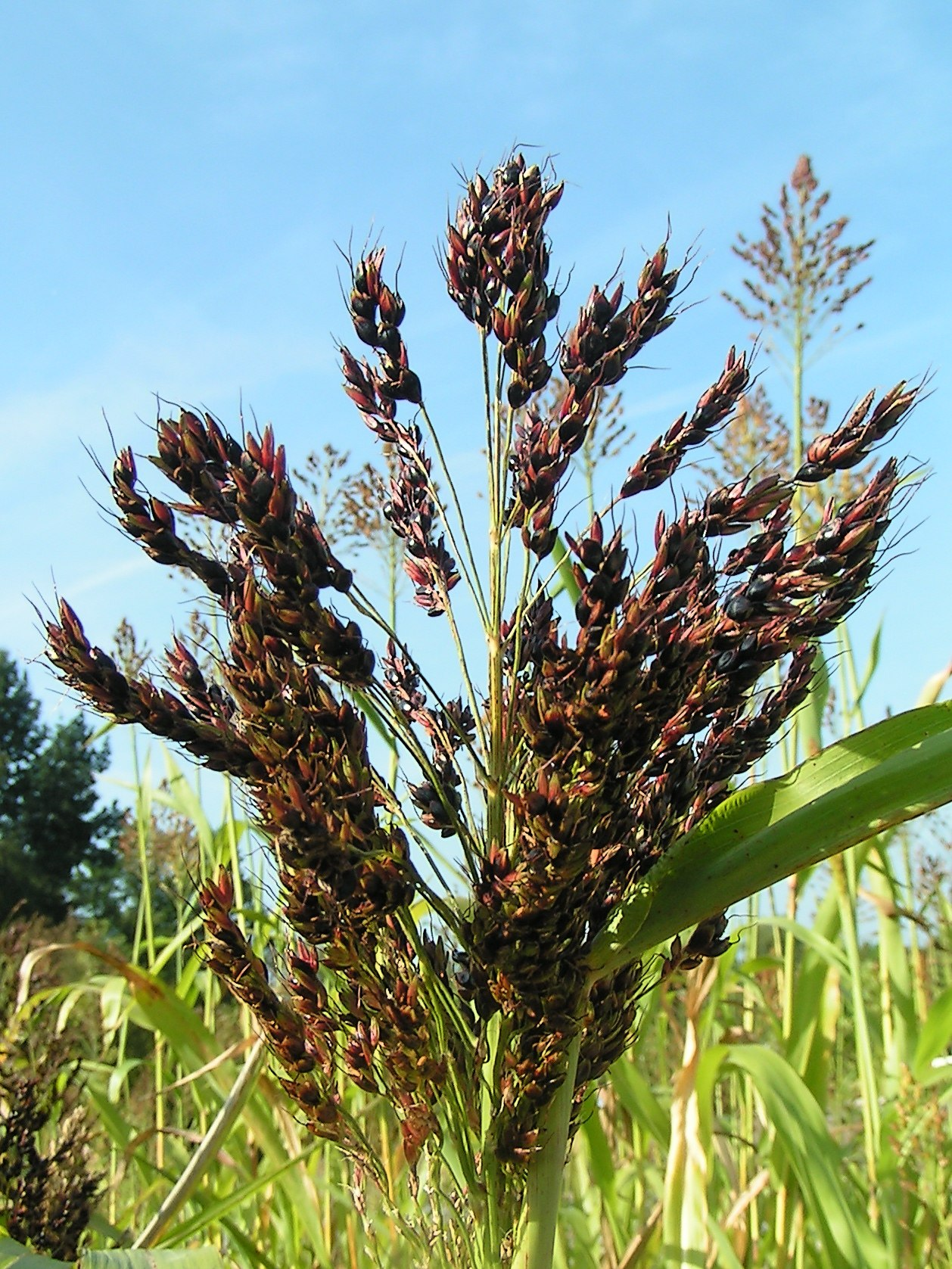
Sorghum bicolor.

- Abobra
- Alface
- Alho
- Almeirão
- Arroz
- Banana
- Batata
- Bergamota
- Beterraba
- Beringela
- Cannabis
- Cebola
- Cenoura
- Chuchu
- Couve
- Feijão
- Geranium
- Lantana
- Laranja
- Mandioca
- Melancia
- Melão
- Milheto
- Milho
- Morango
- Pepino
- Pimentão
- Soja
- Saião
- Tomate